# Andrena flandersi
Andrena flandersi là một loài Hymenoptera trong họ Andrenidae. Loài này được Timberlake mô tả khoa học năm 1937.